# Кремлёвская стена (песня)
«Кремлёвская стена» (иногда используется также название «Е́сли бы я был Кремлёвской стено́ю») — эстрадное музыкальное произведение в жанре авторской песни с элементами социально-политического протеста, созданное Игорем Тальковым (1988). Получило известность после демонстрации видеоклипа на данную песню, снятого Ленинградским телевидением (1988/1989), после её исполнения Игорем Тальковым и группой «Спасательный круг» в рамках концертной деятельности конца 1980-начала 1990-х гг. и музыкального спектакля «Суд» (1991), а также после выхода студийного варианта песни в 1993 году в релизе «Этот мир».

## История создания
Песня «Кремлёвская стена» была написана в 1988 году Игорем Тальковым. В 1988 или 1989 году при участии Ленинградского телевидения на песню был снят видеоклип, продемонстрированный в телевизионном эфире.
В 1988 году песня наряду с песнями «Стоп, думаю себе!» и «Враг народа» была несанкционировано исполнена Тальковым на концерте в дворце спорта «Лужники» на концерте «Взгляд представляет!», что закончилось скандалом и запретом Талькову участвовать когда-либо в дальнейшем в программе «Взгляд».
«Кремлёвская стена» активно исполнялась в рамках концертной деятельности Талькова и группы «Спасательный круг» в конце 1980-начале 1990-х гг. Песня была включена Тальковым в концертную программу музыкального спектакля «Суд» и исполнялась в ней от имени «человека из народа» Потапыча (переодетый Игорь Тальков) совместно с другими музыкантами группы «Спасательный круг».
В последнем интервью 6 октября 1991 года Игорь Тальков выразил благодарность Ленинградскому телевидению за съёмки клипа на песню «Кремлёвская стена», назвав их за это «первыми, кто высветил» его «как певца социального».
Впервые песня была издана на компакт-диске уже после гибели Игоря Талькова в студийном альбоме «Этот мир» (1993).

## Мнения
Исследователь песенной поэзии Игоря Талькова, доктор филологических наук Илья Ничипоров назвал песню «Кремлёвская стена» неординарным образцом «ролевой» лирики Талькова. «Боль лирического героя за судьбу Отечества, его предельное внутреннее напряжение заставляют искать преодоления границ собственного „я“, прорыва в надличностное измерение. В горьком самозабвении он представляет себя „кремлёвской стеною“, последним оплотом родной земли» —написал Ничипоров.
Литературный критик Владимир Бондаренко в газете «Завтра» написал, что русский Тальков начался для миллионов телезрителей с исполнения песни «Россия», а песню «Кремлёвская стена», наряду с песнями «Родина моя», «Бывший подъесаул», «Господа демократы» он назвал в числе основных песен, которыми русский Тальков укоренился в сознании телезрителей.

## Издания
- В студийных альбомах: «Этот мир» (1993), «Сцена» (2001) и др.
- В концертных альбомах: «Концерт 23 февраля 1991 года в Лужниках» (1993), «Суд» (2001) и др.